# Mark Takano
Mark Allan Takano, född 10 december 1960 i Riverside i Kalifornien, är en amerikansk demokratisk politiker. Han är ledamot av USA:s representanthus sedan 2013.
Takano avlade kandidatexamen vid Harvard University och masterexamen vid University of California, Riverside. Han arbetade som lärare. Han blev invald i representanthuset i kongressvalet 2012 med omval 2014 och 2016.
Takano är den första öppet homosexuella personen i representanthuset som är icke-vit.